# Поганка Тачановского
Поганка Тачановского (лат. Podiceps taczanowskii) — вид водных птиц из семейства поганковых. Названа в честь зоолога В. К. Тачановского.

## Внешний вид
Крупная, почти не способная летать поганка. Размером немного меньше серощекой поганки, длина тела около 35 см. Окраска контрастная: серебристо-серый верх и белый низ. Голова черноватая, на затылке светлые удлинённые перья. Крылья частично редуцированы.

## Распространение
Узкоареальный вид, ареал ограничен озером Хунин в перуанских Андах.

## Образ жизни
Оседлый вид, никогда не покидающий озеро. Держится небольшими группами на открытой воде. Питается мелкой рыбой, за которой ныряет на дно озера. При опасности ныряет или бежит по воде, размахивая крыльями. Иногда отрывается на полметра от воды, но настоящим полётом это назвать нельзя. В период гнездования образует небольшие колонии. Гнёзда строит в зарослях водной растительности, как и у всех поганок, они плавучие.

## Численность и меры охраны
Когда-то поганка Тачановского была массовым видом. В начале 70-х годов XX в., после строительства обогатительной фабрики для местных рудников, часть озера оказалась загрязненной сбросами этой фабрики, что отрицательно сказалось на растительном и животном мире озера. К концу 70-х годов на нём гнездились всего около 100 пар поганок Тачановского, а общая численность популяции не превышала 300 особей. К настоящему времени озеро объявлено национальным резерватом, рудники национализированы, и загрязнение воды прекратилось. Теперь необходимы работы по восстановлению измененных местообитаний, однако озеро предполагается использовать как водохранилище для снабжения водой столицы Перу, что приведет к значительным сезонным колебаниям уровня воды, а, в конечном счете, к ухудшению околоводной растительности и условий для гнездования этих редких птиц. Планируется небольшое количество поганок интродуцировать на другие озера с подходящими местообитаниями.